# La Quinte
För andra betydelser, se La Quinte (olika betydelser).
La Quinte är en kommun i departementet Sarthe i regionen Pays de la Loire i nordvästra Frankrike. Kommunen ligger i kantonen Conlie som tillhör arrondissementet Mamers. År 2022 hade La Quinte 805 invånare.

## Befolkningsutveckling
Antalet invånare i kommunen La Quinte
| Referens: INSEE |